# Bajingzi
Bajingzi (kinesiska: 八井子, 八井子乡) är en socken i Kina. Den ligger i provinsen Heilongjiang, i den nordöstra delen av landet, omkring 150 kilometer väster om provinshuvudstaden Harbin. Antalet invånare är 25 218. Befolkningen består av 12 568 kvinnor och 12 650 män. Barn under 15 år utgör 14,0 %, vuxna 15-64 år 79 %, och äldre över 65 år 5,0 %.
Runt Bajingzi är det tätbefolkat, med 356 invånare per kvadratkilometer. Bajingzi är det största samhället i trakten. Trakten runt Bajingzi består i huvudsak av gräsmarker.
Genomsnittlig årsnederbörd är 710 millimeter. Den regnigaste månaden är juli, med i genomsnitt 193 mm nederbörd, och den torraste är januari, med 5 mm nederbörd.